# Угриньківці
Угри́ньківці — село в Україні, у Заліщицькій міській громаді Чортківського району Тернопільської області. Розташоване на річці Тупа. До 2020 адміністративий центр Угриньківської  сільської ради, якій були підпорядковані села Бересток і Хартонівці.
Населення — 641 особа (2007).
До 2020 голова сільської Ради — Любов Гарвасюк.

## Походження назви
В давнину долину р. Тупої покривали ліси. Сюди, тікаючи від полону та рятуючись від татарських набігів, прийшли брати Гринько і Харитон. Вони поселелись поряд і заснували власні хутори. Одне з поселень отримало назву Хартонівці, а поселення Гринька - Гриньківцями або Угриньківці.

## Історія

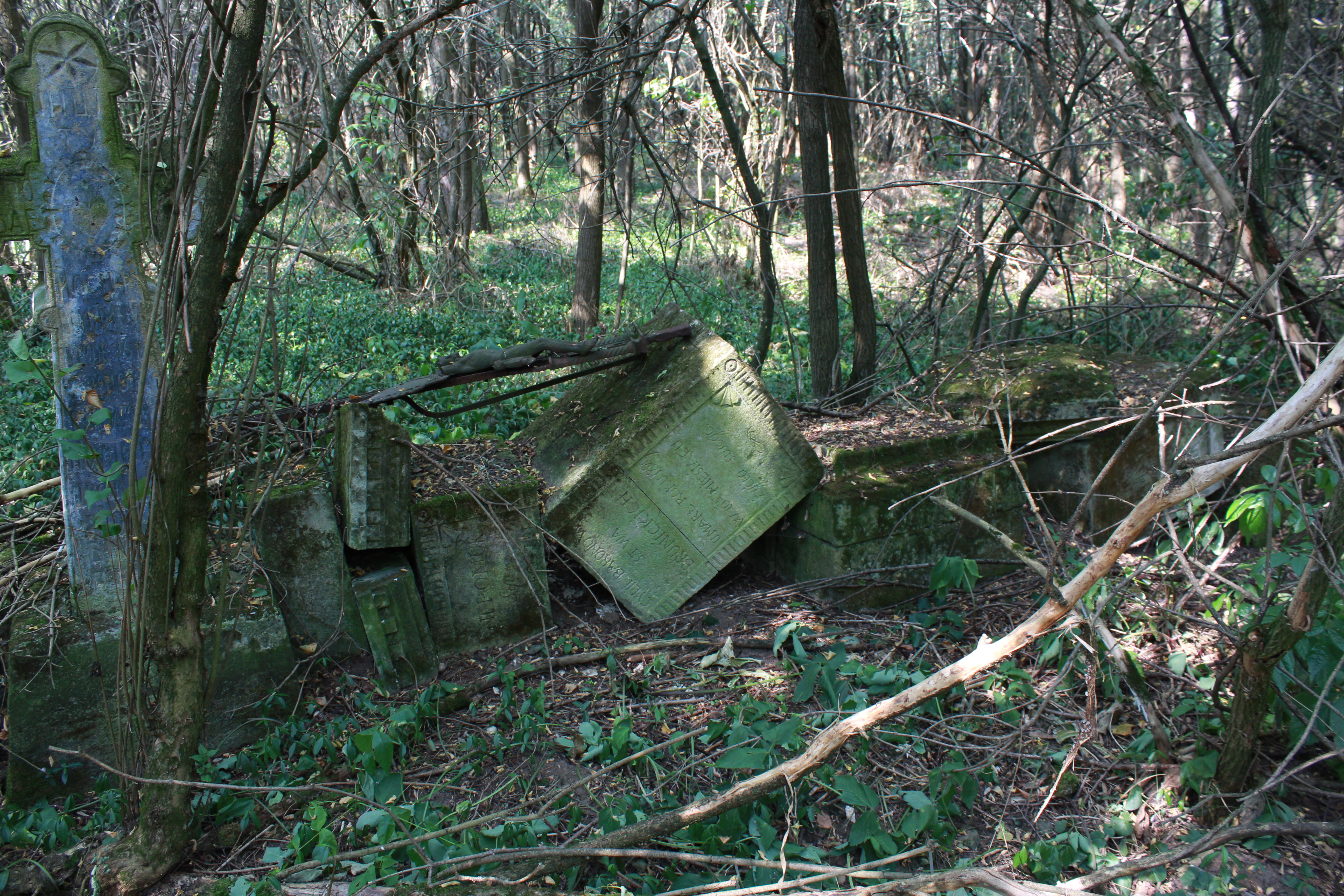
Залишки усипальні на польському цвинтарі

Поблизу Угриньківців виявлено археологічні пам'ятки культури кулястих амфор, трипільської, голіградської і давньоруської культур.
Трипільське поселення знаходиться біля заболоченої низовини, на схилі берега. Давньоруський могильник розміщений на віддалі 120 метрів від колишнього току колгоспу “Іскра”. Тут в 1971 році під час земляних робіт випадково виявлено підплитове похованя, яке дослідив Ю.М.Малєєв.
На території села також знаходили наконечники, криві шаблі, носогрійки, рештки глиняного посуду та кам’яні знаряддя праці палеоліту.
Перша писемна згадка про село датується 1442 роком. 
Перші поселенці оселилися в укріпленні, яке нині має назви «Замчище» та «Попова долина».
Діяли товариства «Просвіта» (читальню засновано 1896, відновлено 1922), «Сільський господар», «Союз українок» та ін., кооператива.
12 червня 2020 року, відповідно до розпорядження Кабінету Міністрів України № 724-р «Про визначення адміністративних центрів та затвердження територій територіальних громад Тернопільської області» увійшло до складу Заліщицької міської громади.
19 липня 2020 року, в результаті адміністративно-територіальної реформи та ліквідації Заліщицького району, увійшло до складу новоутвореного Чортківського району.

## Населення

### Мова
Розподіл населення за рідною мовою за даними перепису 2001 року:
| Мова       | Кількість | Відсоток |
| ---------- | --------- | -------- |
| українська | 642       | 100%     |

## Районування
Село ділиться на Долішній та Горішній кути.

## Пам'ятки

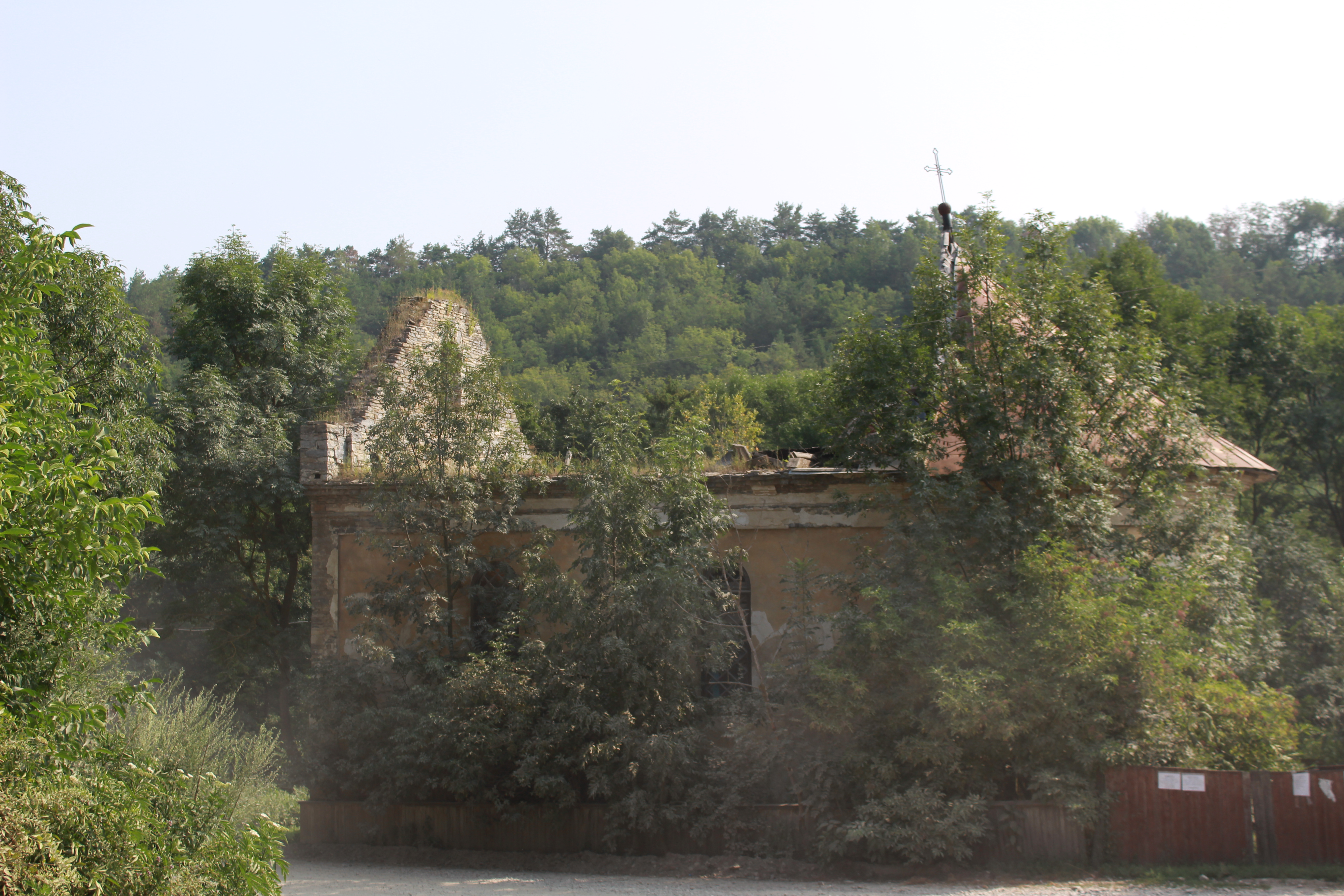
Руїни костелу св. Яцека в Угриньківцях

Є церква Воздвиження Чесного Хреста Господнього (1769), руїни костьолу св. Яцека (1902).
Споруджено пам'ятник воїнам-односельцям, полеглим у німецько-радянській війні (1968).

## Соціальна сфера
Працюють ЗОШ 1-2 ступ., Будинок культури, бібліотека, ФАП, відділення зв'язку, торгові заклади.

## Спорт
Є стадіон, де грає команда ФК «Угриньківці».

## Відомі люди

### Народилися
- Мельник Петро Миколайович (нар. 1943) — український журналіст та поет.

## Галерея

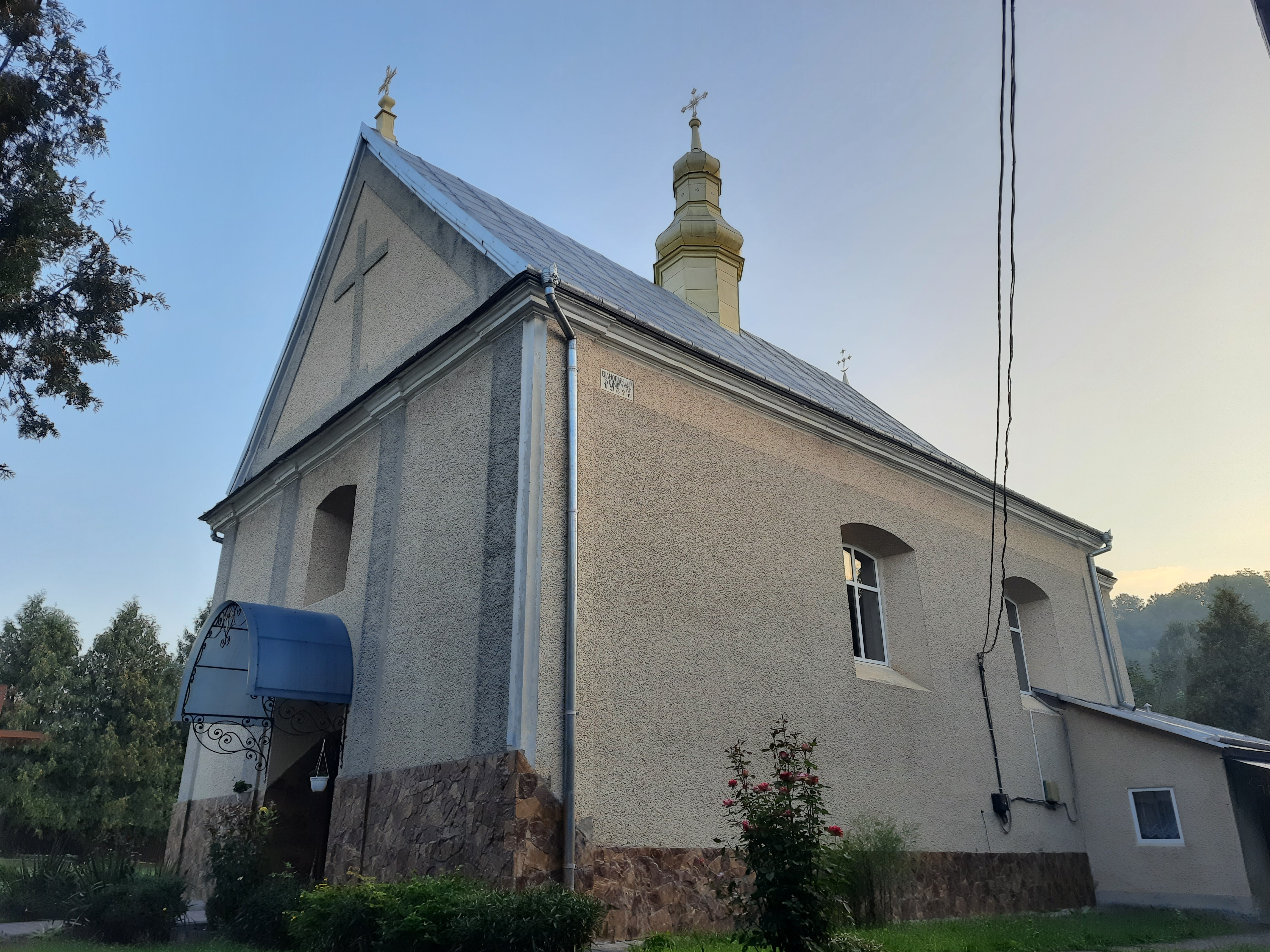
Церква Успіння
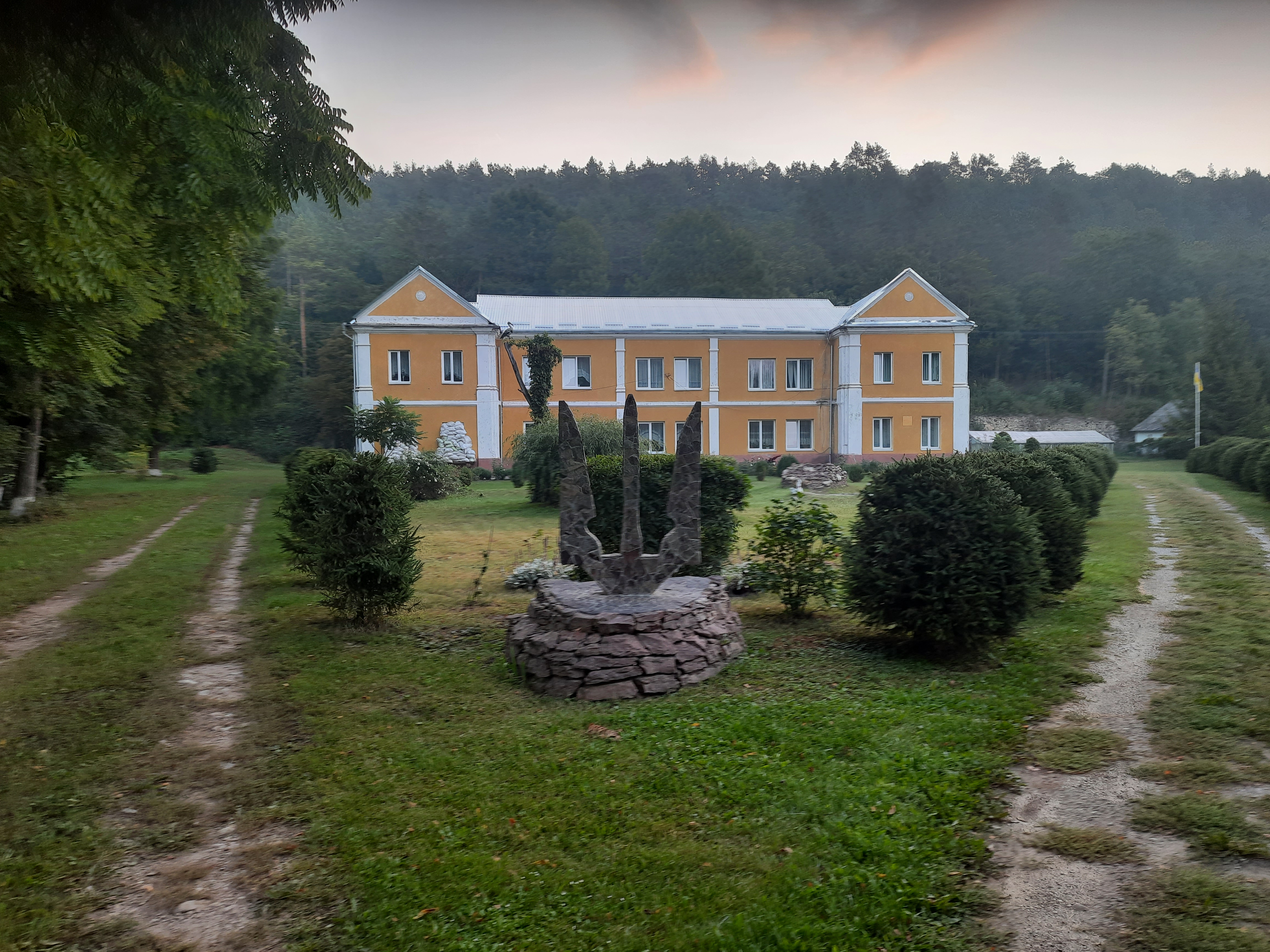
Маєток Кімельманів
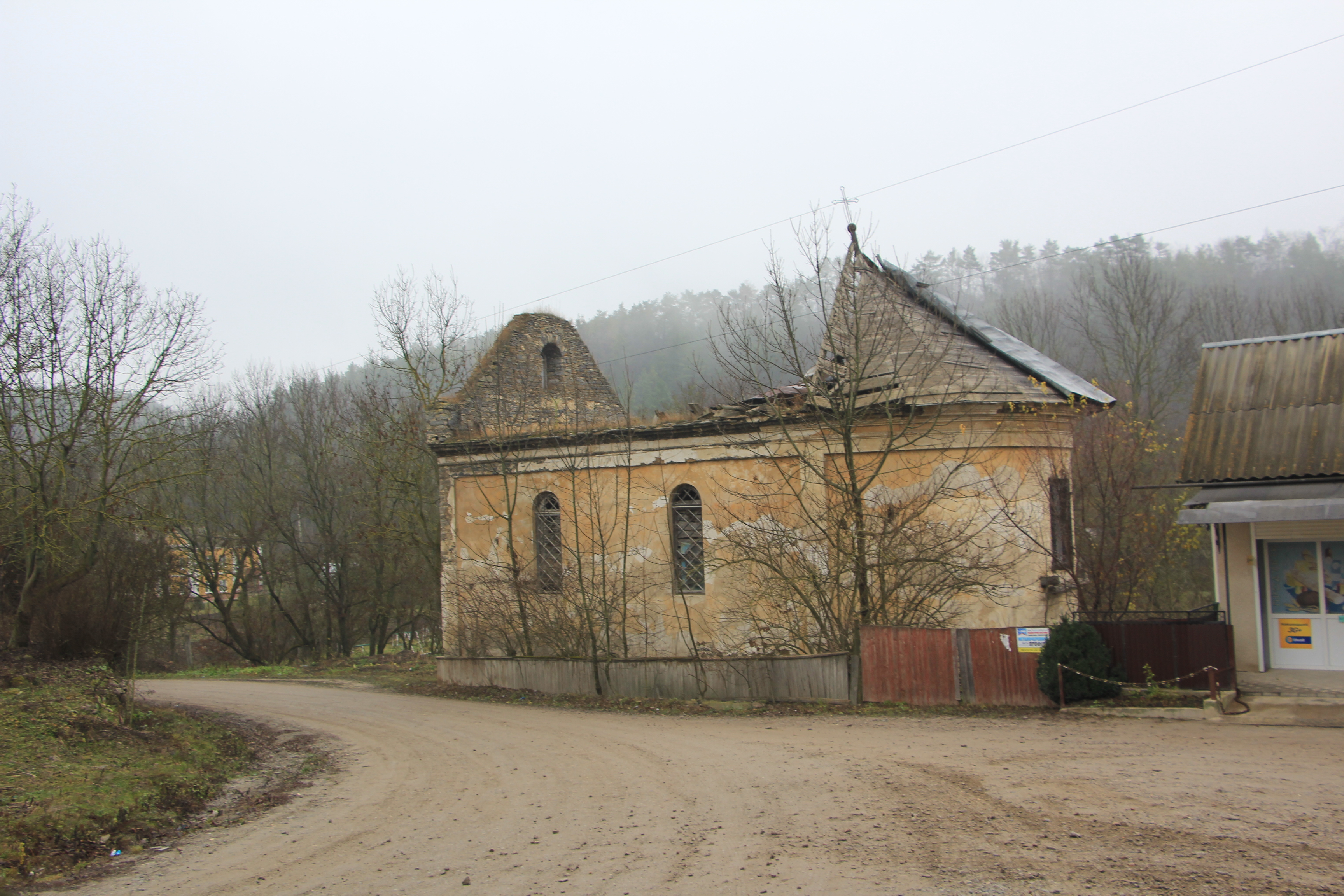
Руїни костелу св. Яцека
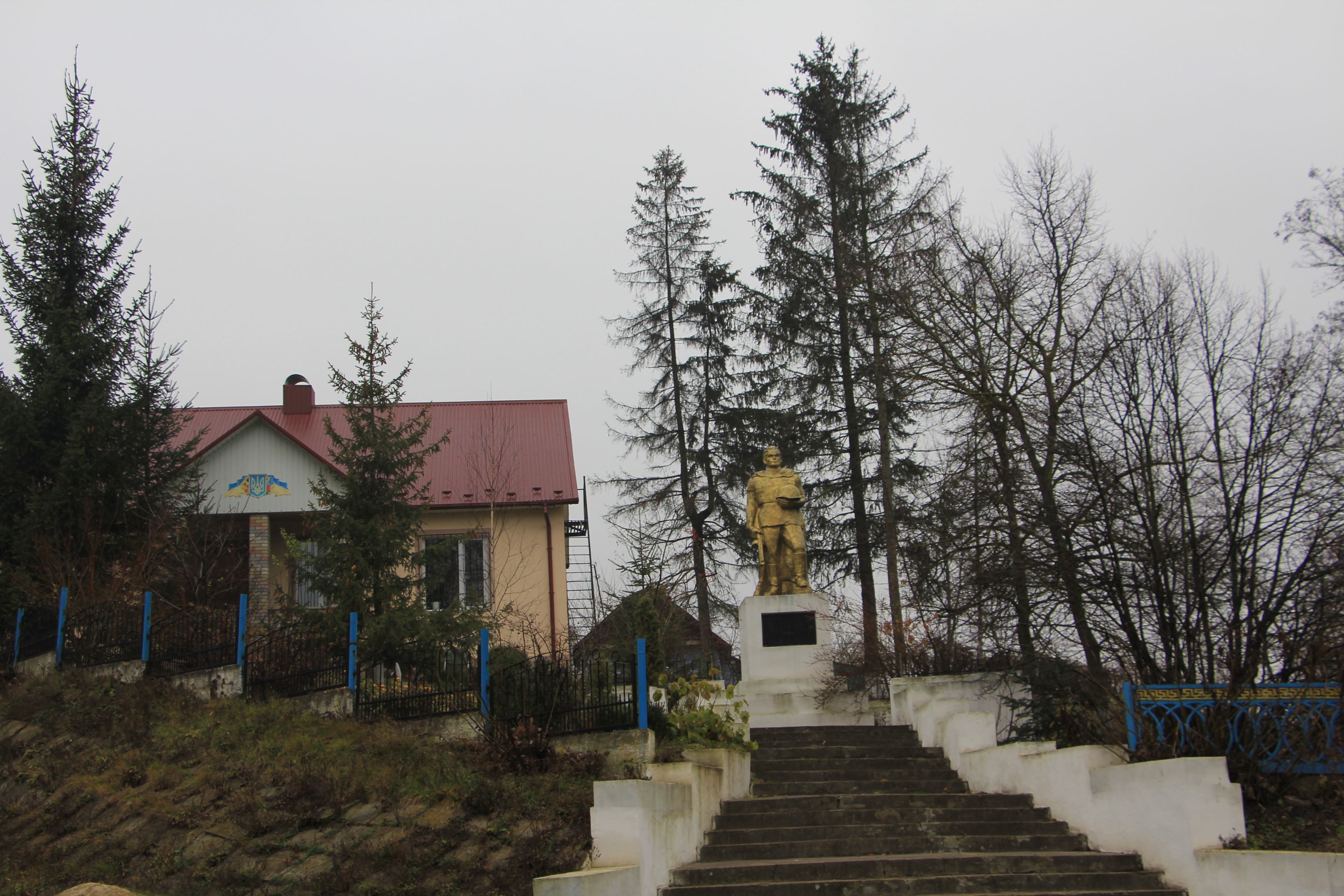
Пам'ятник воїнам-односельчанам
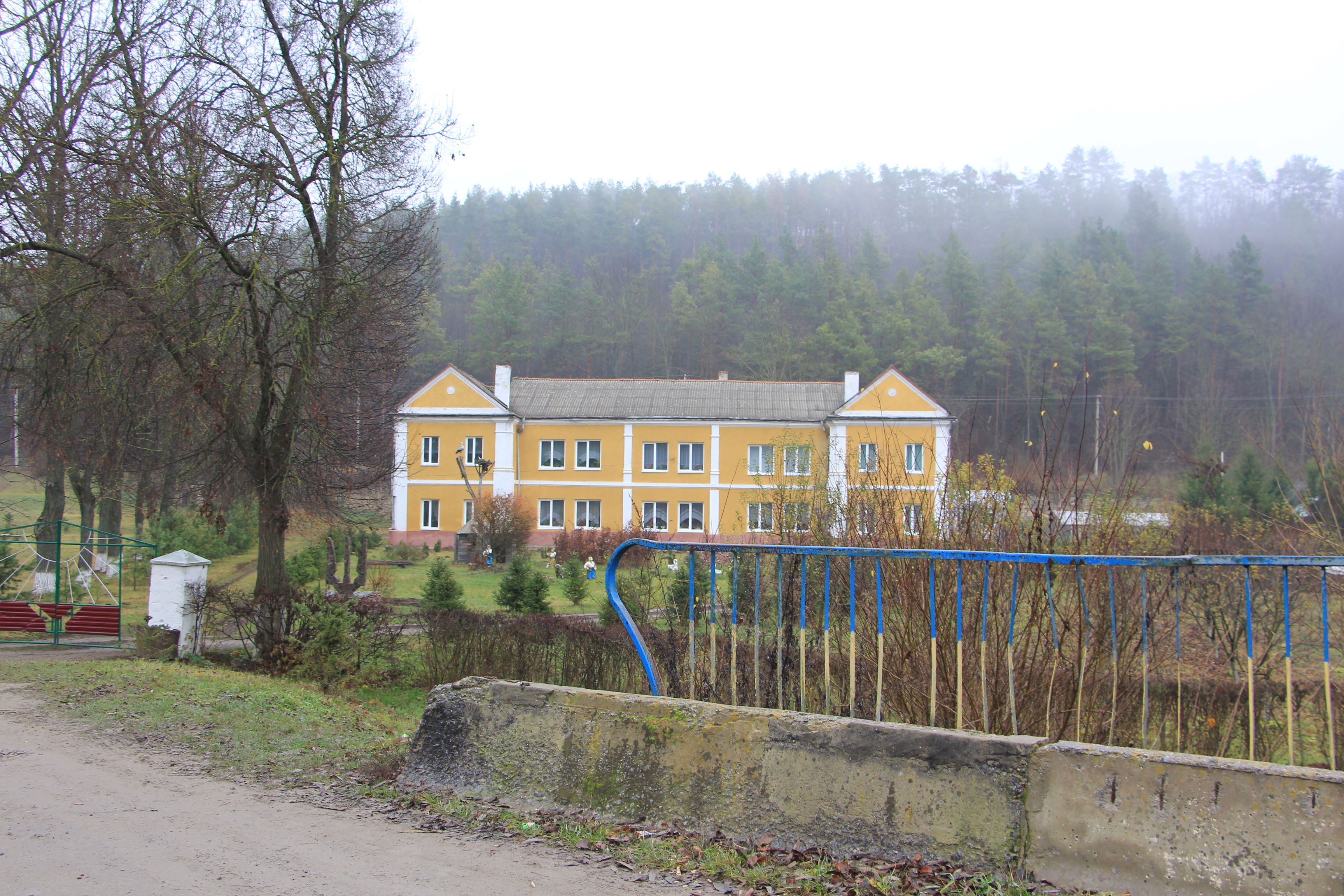
Школа